# Thyra de Dinamarca

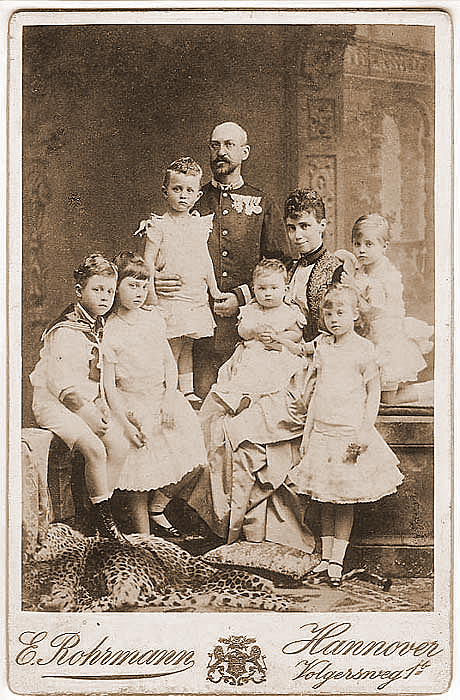
Els prínceps de Hannover amb els seus fills l'any 1887.

Thyra de Dinamarca, princesa de Hannover i duquessa de Cumberland (Copenhaguen, 29 de setembre de 1853 - Gmunden Àustria, 1933). Princesa de Dinamarca amb el tractament d'altesa reial que esdevingué princesa de Hannover, duquessa de Brunsvic i Lüneburg a més a més de princesa del Regne Unit i de duquessa de Cumberland en casar-se amb el cap de la casa reial dels Güelfs, el duc Ernest August de Hannover.
Era filla del llavors príncep hereu i després rei Cristià IX de Dinamarca i de la princesa Lluïsa de Hessen-Kassel. Thyra era germana del rei Frederic VIII de Dinamarca, del rei Jordi I de Grècia, de la princesa Alexandra de Dinamarca i de la tsarina Maria F'dorovna.
Va rebre una educació burgesa a la cort d'Amelianborg i ben aviat se sentí atreta per un jove oficial de la marina danesa Wilhelm Marka de qui va romandre embarassada. La criatura fou donada en adopció i l'oficial després de mantenir una tempestuosa entrevista amb el rei Cristià IX s'hauria suïcidat. Thyra va ser enviada a Atenes on contragué el tifus i va ser enviada a Roma a recuperar-se'n.
De tornada a Copenhaguen començaren els preparatius per casar-la. Malgrat que els pares de la princesa no eren especialment rics les seves magnífiques connexions familiars atragueren nombrosos pretendents entre els quals destaquen el rei Guillem III dels Països Baixos i el príncep Artur del Regne Unit. En ocasió d'una trobada entre la reina Victòria I del Regne Unit i la princesa aquesta en digué: "Té uns ulls molt bonics però mai havia vist una boca tan lletja, sense cap mena de barbeta i amb un nas enfonsat. A més a més les seves celles són gruixudes però, almenys, camina dreta malgrat que els seus moviments no tinguin cap mena de gràcia".
A Roma la princesa havia conegut el príncep Ernest August de Hannover fill de l'ex-rei Jordi V de Hannover i de la princesa Maria de Saxònia-Altenburg. El príncep que vivia en un daurat exili austríac era l'hereu de la secular casa dels Güelfs. Els problemes per concretar el casament foren molt importants i bàsicament protagonitzats per Alemanya que es negava a retornar el patrimoni dels Hannover mentre aquests no renunciessin a les seves pretensions sobre el país. Sis llargs anys costà solucionar tots els conflictes i si això pogué ésser així fou gràcies a la germana de Thyra, la princesa de Gal·les.
El casament se celebrà a Copenhaguen l'any 1878 i la parella s'instal·là a la Vil·la Salzkammergut de Gmunden a l'Alta Àustria. La parella fou coneguda amb el nom de ducs de Cumberland que era el títol anglès que els Hannover tenien. La parella tingué cinc fills:
- Maria Lluïsa de Hannover, nada el 1879 a Gmunden i morta el 1948 a Castell de Salem. Es casà amb el príncep Maximilià de Baden.

- Jordi Guillem de Hannover, nat el 1880 a Gmunden i mort el 1912 en un accident automobilístic a Brandenburg.

- Alexandra de Hannover, nada el 1882 a Gmunden i morta el 1965 a Glücksburg. Es casà amb el gran duc Frederic Francesc IV de Mecklenburg-Schwerin.

- Olga de Hannover, nada el 1884 a Gmunden i morta el 1958.

- Cristià de Hannover, nat el 1885 a Gmunden i mort el 1901.

- Ernest August de Hannover, nat el 1887 a Penzing, prop de Viena, i mort el 1953 a Hannover. Es va dasar amb la princesa Victòria Lluïsa de Prússia.

La parella conformà un matrimoni feliç, ben rebut per tota la reialesa europea visitaren assíduament les corts anglesa, danesa, grega i russa. Gmunden esdevingué un nou centre de la reialesa europea.
A partir de l'any 1913 amb el matrimoni del príncep hereu i la princesa Victòria Lluïsa de Prússia, els ducs de Cumberland van tornar a les seves residències alemanyes de Blackenburg i Marienburg. Van tornar a Gmunden després de la derrota alemanya durant la Primera Guerra Mundial.